# Clusia drouetiana
Clusia drouetiana là một loài thực vật có hoa trong họ Bứa. Loài này được L.B.Sm. mô tả khoa học đầu tiên năm 1937.